# The Green Man (album)
The Green Man è il ventunesimo album di Roy Harper

## Storia
Il musicista canadese Jeff Martin ha collaborato all'incisione dell'album ed ha suonato vari strumenti in 8 delle 11 canzoni.
I recorded the songs entirely alone other than when Jeff (Martin) was in the studio. (14 days). Jeff gave me a hand when it came to recording his bits. I particularly like his mandolin on "Sexy Woman". Jeff brought 2 items into the place. A great heart: and complete chaos. We had quite a time...»
L'album trae il proprio titolo da un antico personaggio rappresentato, principalmente, nell'Europa Occidentale. L'Uomo Verde si trova in incisioni su pietra o legno, all'interno di chiese o dipinto nelle insegne di pub ed è solitamente rappresentato con il volto circondato (o fatto) di foglie. Nella copertina tra le foglie si scorge proprio il volto di Harper stesso.

## Tracce
1. The Green Man – 5:35
2. Wishing Well – 5:53
3. Sexy Woman – 6:30
4. The Apology – 2:58
5. Midnight Sun – 4:22
6. Glasto – 4:24
7. The Monster – 8:22
8. New England – 4:42
9. Solar Wind Sculptures – 3:36
10. Rushing Camelot – 8:46
11. All in All – 4:50

## Formazione
- Roy Harper - chitarra e voce
- Jeff Martin - ghironda, chitarra a 12 corde, chitarra elettrica, mandolino, bongo, tamburello
- John Fitzgerald - tastiere
- Paddy Keenan - cornamusa
- Colm O'Sullivan - mandolino